# Courtney Love
Courtney Michelle Love (nascida Harrison, 9 de julho de 1964) é uma cantora, compositora, atriz e pintora americana. Courtney ganhou notoriedade com sua banda Hole, que formou em 1989 junto a Eric Erlandson. O álbum de estreia da banda, Pretty on the Inside (1991), recebeu aclamação da crítica, e o Hole tornou-se mundialmente conhecido com seus álbuns seguintes, Live Through This (1994) e Celebrity Skin (1998).
Courtney também é atriz e iniciou sua carreira interpretando pequenos papéis em filmes de Alex Cox em 1986. Em 1996, estrelou o filme The People vs. Larry Flynt, e foi indicada ao Globo de Ouro na categoria de Melhor Atriz Coadjuvante. Mais tarde, na década de 2000, Courtney teve uma breve carreira solo após a dissolução do Hole, lançando um álbum, America's Sweetheart (2004) e teve diversos problemas com a lei e sentenças a clínicas de reabilitação até atingir a sobriedade.
Em 2009, Courtney reformou o Hole com novos membros e lançou Nobody's Daughter (2010). Em 2012, estreou em uma exposição de arte com uma coleção de suas próprias pinturas e desenhos intitulado "And She's Not Even Pretty". No mesmo ano, anunciou o retorno à carreira solo e está atualmente preparando um novo álbum. Desde 2014, tem voltado a se dedicar à atuação, trabalhando em Sons of Anarchy, Empire e Revenge.

## Primórdios
Courtney Love nasceu em São Francisco, Califórnia, filha da psicoterapeuta Linda Carroll e de Hank Harrison, um escritor e antigo empresário da banda Grateful Dead. Ela tem ascendência cubana, galesa, irlandesa, alemã e inglesa. Seus pais se separaram em 1969, e sua mãe obteve a custódia após acusar Harrison de ter dado LSD a filha. Sua mãe mudou-se com a família para Marcola (Oregon), onde viveram em uma comunidade hippie. Courtney enfrentava problemas na escola e foi diagnosticada com autismo leve. Através de outros casamentos, a mãe de Courtney deu à luz a duas outras filhas e adotou um filho, mais tarde teve mais dois meninos, tendo um deles morrido quando Courtney tinha 10 anos.

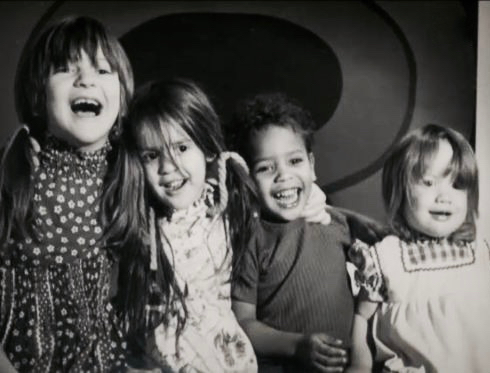
Direita para esquerda: Courtney com seus irmãos Nicole, Joshua e Jaimee

Sua mãe a levou para um terapeuta pela primeira vez aos 2 anos de idade. Segundo Carroll, o motivo teria sido que, desde bebê, Courtney sempre fora muito rebelde; haviam momentos em que chorava por horas e nada a acalmava. Em outros momentos, ela chorava de uma forma que parecia ''falso'', como se fosse analisar as pessoas e depois reagir assim. Segundo Linda, ela teria dito que o primeiro terapeuta que Courtney havia consultado disse que não havia nada que pudesse ser feito, e que tinha a sensação de que Courtney pioraria no futuro.
Quando estava na primeira série, Courtney fez amizade com uma sueca chamada Ingrid. Um dia, essa tal amiga acabaria se tornando cruel com Courtney, e a mesma implorou à mãe para que falasse com sua professora, o que a mãe fez. A perplexa professora disse a Linda que Ingrid não existia.
Aos 8 anos de idade, Linda Carroll era o alvo da raiva de sua filha, e a psicoterapeuta nunca soube o verdadeiro motivo.
Courtney e sua família se mudaram para uma fazenda na Nova Zelândia, o que teria sido um pesadelo para a futura artista. Seus irmãos se adaptaram ao novo estilo de vida, mas como sua própria mãe disse, Love acabou tendo um colapso nervoso. Quando Courtney fez 14 anos, acabou parando em um reformatório. Aos domingos, sua mãe e suas irmãs, Nicole e Jaimee, a visitavam, e se surpreenderam que, em um dia, Courtney arrancasse uma porta e arrebentasse os dentes de uma pessoa.
Linda Carroll também disse que Courtney desde muito nova incendiava os lugares, torturando psicologicamente a irmã mais nova e ainda maltratava e feria o cachorro da família. As coisas ficaram tão tensas entre Courtney e sua família, que a mãe resolveu construir uma cabana atrás de sua casa, onde a roqueira viveria sozinha, para a proteção de seus irmãos, e de Linda. Sua mãe resolveu tomar a decisão difícil de emancipar aos 16 anos.
Em 1981, seus avós adotivos concederam a ela um pequeno fundo fiduciário. Ela usou o dinheiro para viajar para Irlanda, onde estudou Teologia por dois semestres na Trinity College. Ela fez amizade com o músico Julian Cope no Reino Unido, em Liverpool, e mudou-se para a casa dele brevemente antes de retornar para os Estados Unidos. Courtney se mudava constantemente entre Oregon e Califórnia, onde se matriculou na Universidade Estadual de São Francisco e no Instituto de Arte de São Francisco, onde teve aulas com George Kuchar. Mais tarde, trabalhou como stripper no Japão. Depois de passar um ano no exterior, Courtney voltou para Portland. Em 1983, trabalhou como dançarina erótica em Taiwan, mas foi deportada depois que o clube foi fechado pelo governo.
Em 1985, Courtney mandou uma fita com seu teste para interpretar Nancy Spungen no filme Sid & Nancy (1986), e chamou atenção do diretor Alex Cox, que escreveu um pequeno papel para ela no filme.  Mais tarde, ele a ofereceu o papel principal do filme Straight to Hell (1987), que contava com diversos ícones do punk e outros atores conhecidos, mas que recebeu críticas negativas. Ela chamou atenção de Andy Warhol, que a chamou para participar de um episódio de Andy Warhol's Fifteen Minutes. Ela também fez uma ponta no clipe de "I Wanna Be Sedated", dos Ramones.
Em 1988, Courtney abandonou sua carreira de atriz e se mudou de Nova York, voltando para Oregon, citando a fama de subcelebridade como motivo. Ela voltou a trabalhar como stripper na cidade pequena de McMinville, Oregon, onde foi reconhecida por clientes do bar. Isso a fez entrar em isolamento, então ela se mudou para Anchorage, no Alasca. "Decidi me mudar para o Alasca porque precisava tomar vergonha na cara e aprender a trabalhar", Courtney relembrou. "Então eu fui meio que buscar uma missão de vida. Me livrei de todas as minhas posses e me mudei para um trailer com um monte de strippers."

## Carreira musical

### Projetos iniciais (1981–1988)
Courtney começou diversos projetos musicais na década de 1980. Primeiro, ela formou uma banda chamada Sugar Babydoll, e depois foi, brevemente, vocalista da banda Faith No More mas, de acordo com Roddy Bottum, o grupo procurava por uma "energia masculina", e por isso, Courtney foi expulsa da banda. Apesar disso, ela continuou amiga de Bottum. Courtney mais tarde, em 1985, cria a banda Pagan Babies ao lado de Kat Bjelland, Jennifer Finch e Janis Tanaka. Love foi baixista da banda Babes in Toyland em 1987, mas foi expulsa um tempo depois.

### Hole (1989–2002)
Em 1989, Courtney aprendeu a tocar guitarra e se mudou para Los Angeles, onde colocou um anúncio em uma revista que dizia: "Eu quero começar uma banda. Minhas influências são Big Black, Sonic Youth e Fleetwood Mac", que recebeu uma resposta de Eric Erlandson. Courtney convidou Erlandson para ser guitarrista da banda, sua vizinha Lisa Roberts como baixista, e Carolina Rue como baterista. O primeiro show da banda, chamada Hole, foi em novembro de 1989, após três meses de ensaio. O primeiro single da banda, "Retard Girl", foi lançado em abril de 1990 na gravadora indie Sympathy for the Record Industry. No ano seguinte, a banda lançou seu segundo single, "Dicknail", na gravadora Sub Pop Records.
O primeiro álbum do Hole, Pretty on the Inside, foi lançado em agosto de 1991 pela gravadora Caroline Records, influenciado por no wave e noise rock, e produzido por Kim Gordon, do Sonic Youth, com a assistência de Don Fleming, da banda Gumball. O álbum recebeu críticas positivas, e foi nomeado um dos melhores álbuns do ano pela revista Spin. Para promover o álbum, a banda fez uma turnê com Mudhoney e abriu os shows do Smashing Pumpkins nos Estados Unidos, em lugares como Whisky A Go Go e CBGB.
No fim de 1991, começou a namorar Kurt Cobain, e engravidou. Em 1992, Hole gravou os singles Beautiful Son e Over the Edge, um cover da banda Wipers.
Hole gravou seu segundo álbum, Live Through This, em outubro de 1993 em Atlanta, Geórgia. A banda tinha novos membros: a baixista Kristen Pfaff e a baterista Patty Schemel. Live Through This foi lançado pela gravadora DCG em abril de 1994, em um trágico momento: apenas quatro dias após Kurt Cobain ter sido encontrado morto. Em junho, Kristen Pfaff morreu de uma overdose de heroína. Courtney então precisava de outra baixista, e Billy Corgan indicou uma amiga, a canadense Melissa Auf der Maur, que se juntou à banda. Courtney foi vista raramente em público nos meses anteriores, tendo passado maior parte do tempo em sua casa em Seattle, ou então visitando um templo budista em Nova York.
Live Through This fez um enorme sucesso comercial e crítico, e recebeu dezenas de críticas positivas, além de levar um certificado de platina. Em agosto de 1994, a banda embarcou em uma turnê mundial para promover o álbum. A turnê chamou atenção pelo estado emocional de Courtney, que jogava guitarras no público, provocava fãs, chorava e quebrava todos os instrumentos no palco. Anos depois, Courtney admitiu estar "completamente 'chapada'" durante a maior parte dos shows da banda entre 1994 e 1995, e que nem se lembrava de maior parte daquele ano.
Em fevereiro de 1995, Hole fez um show Acústico na MTV, e continuou a sair em turnê, que acabou em setembro de 1995, na premiação MTV Video Music Awards (VMA), onde tocaram "Violet", e foram indicados na categoria de melhor vídeo por "Doll Parts".
Em 1997, a banda lançou uma compilação, My Body, the Hand Grenade, e, em setembro de 1998, lançaram seu terceiro álbum, Celebrity Skin, que marcou uma transformação no estilo da banda e de Courtney. Ela afirmou ter se inspirado enquanto compunha para o álbum por Neil Young, Fleetwood Mac e My Bloody Valentine. Celebrity Skin foi bem recebido pelos críticos, recebeu um certificado de multi-platina, e foi chamado de "melhor álbum do ano" pelas revistas Spin, Village Voice, entre outras.
Antes do lançamento de Celebrity Skin, Courtney desenhou, ao lado da Fender, uma guitarra de baixo preço da Squier chamada de Vista Venus.
Após a turnê de Celebrity Skin ter acabado, Melissa Auf der Maur saiu da banda e se juntou aos Smashing Pumpkins. A baterista da banda, Samantha Maloney, saiu logo depois. Courtney e Erlandson continuaram com a banda, e lançaram a canção "Be A Man", composta ao lado de Billy Corgan, que fez parte da trilha sonora do filme Any Given Sunday. O fim do grupo foi anunciado em 24 de maio de 2002.

### Carreira solo (2003–2009)
Enquanto Hole estava tendo desentendimentos, Courtney começou uma banda feminina chamada Bastard no outono de 2001, que contava com Patty Shemel, Louise Post (da banda Veruca Salt) e Gina Crosley. Apesar de uma demo ter sido gravada, a banda nunca lançou nada.
Em 2002, Courtney começou a compor um álbum ao lado de Linda Perry, intitulado America's Sweetheart. Ela assinou com a Virgin Records e inicialmente o gravou na França, mas foi forçada pela gravadora a gravar todas as músicas de novo no verão de 2003. America's Sweetheart foi lançado em fevereiro de 2004, e recebeu críticas mistas. O álbum vendeu 86 mil cópias em três meses, com os singles "Mono" e "Hold On To Me".
Courtney já disse se arrepender do álbum, tendo o chamado de "um álbum de merda", atribuindo isso à sua dependência química com o abuso de drogas na época. Logo após o álbum ter sido lançado, Courtney disse em uma entrevista a Kurt Loder: "eu não dou certo como cantora solo. É uma piada".
Em 2006, Courtney começou a gravar o que seria seu segundo álbum solo, How Dirty Girls Get Clean, mais uma vez trabalhando com Perry e Billy Corgan. Courtney tinha escrito diversas canções enquanto estava em uma clínica de reabilitação em 2005.
Algumas das canções e demos do álbum, que inicialmente seria lançado em 2008, vazaram na internet em 2006. Um documentário chamado O Retorno de Courtney Love detalhava a produção do álbum, e foi exibido em canais britânicos no outono daquele ano. Uma versão acústica de "Never Go Hungry Again", gravada em uma entrevista para The Times em novembro também foi lançada. Uma canção chamada "Samantha" também vazou na internet em 2007.

### Volta do Hole (2010–2012)

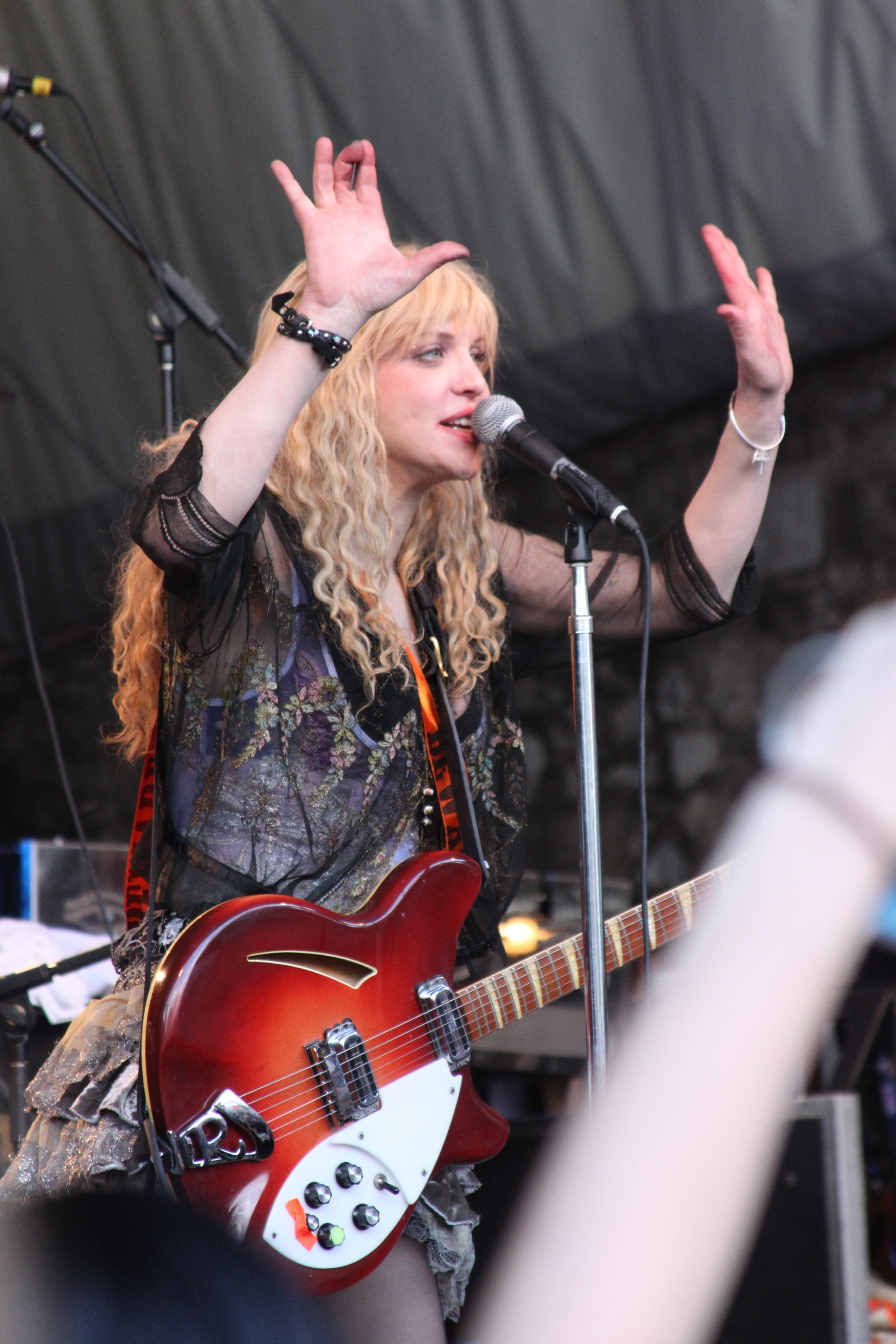
Courtney se apresentando com Hole no SXSW em Austin, Texas; março de 2010.

Em 17 de junho de 2009, a revista NME afirmou que o Hole ia voltar. Erlandson, ex-guitarrista da banda, afirmou para a revista Spin que, contratualmente, nenhuma reunião poderia acontecer sem seu envolvimento, e que qualquer coisa lançada por Courtney seria um álbum solo, não do Hole. Courtney respondeu a esses comentários no Twitter, dizendo: "ele está louco. Hole é minha banda, minha marca registrada".
Nobody's Daughter foi lançado mundialmente como um álbum do Hole em 27 de abril de 2010. A nova formação da banda contava com Micko Larkin (guitarra), Shawn Dailey (baixo) e Stu Fisher (bateria). Nobody's Daughter continha uma grande quantidade de material escrito para o que seria o segundo álbum de Love, incluindo as canções "Pacific Coast Highway", "Letter to God", "Samantha" e "Never Go Hungry", que foram produzidas por Larkin. O primeiro single do álbum foi "Skinny Little Bitch", que foi a canção alternativa mais tocada nos rádios março de 2010.
Em uma entrevista, Courtney afirmou que ela havia mantido um celibato por cinco anos enquanto trabalhava no álbum: "eu precisava colocar toda minha energia nesse álbum. Tipo, toda ela, e 'sexo e amor' podem te distrair".
O álbum recebeu críticas mistas. Rolling Stone deu três de cinco estrelas, dizendo que Love havia "realmente se esforçado, e não balbuciando um monte de merda drogada e achado que alguém ia gostar, como fez em 2004, com seu fracassado álbum solo". Slant Magazine também deu três de cinco estrelas para o álbum, dizendo: "ela soa como Marianne Faithfull em canções como "Honey" e "For Once In Your Life", sendo a última canção uma das performances vocais vulneráveis de Love até hoje. Composta ao lado de Linda Perry, a música oferece um raro vislumbre da mente de uma mulher que, nos últimos 15 anos, tem sido tão famosa por ser uma estrela do rock como ela tem sido por ser uma vítima." 
O álbum trata, em sua maior parte, da conturbada fase que Courtney viveu entre 2003 e 2007, e tem uma sonoridade folk rock e acústica, diferente dos álbuns anteriores do Hole. Love fez uma turnê na Europa, Japão e nos Estados Unidos, onde promoveu o álbum na primavera de 2010, que terminou em um show em Seattle no festival Bumbershoot em setembro. No verão de 2011, a banda tocou na Rússia, Austrália e Brasil.

### Reinício da carreira solo (2013-presente)

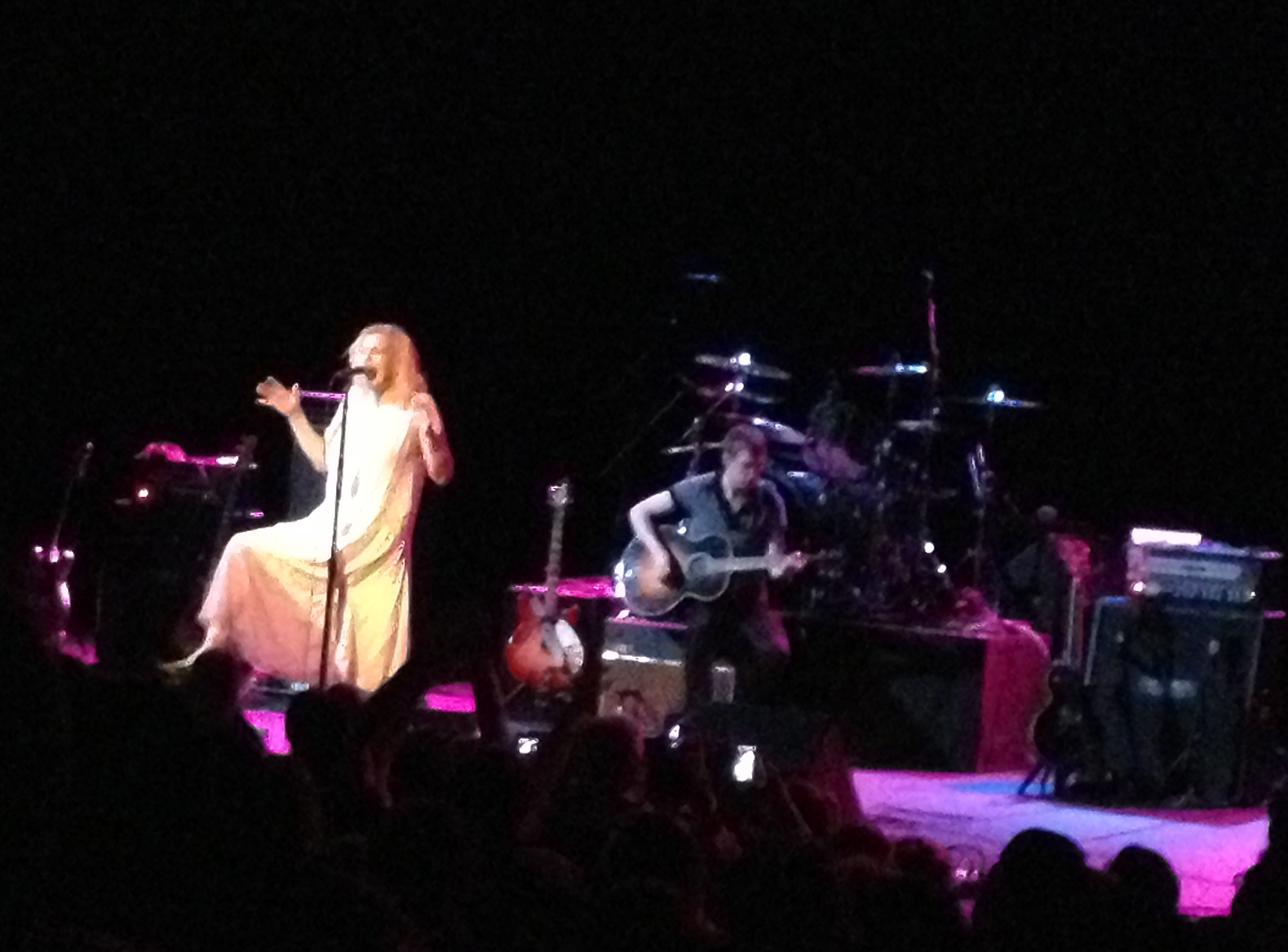
Love se apresentando no Moore Theatre em Seattle, Washington; 23 de julho de 2013

Em outubro de 2012, Courtney contou a revista Rolling Stone que ela havia desistido da alcunha do Hole e que iria retomar sua carreira solo. Ela afirmou que havia acabado de gravar uma nova canção, chamada "This is War", produzida por James Iha. Love também gravou uma canção chamada "Rio Grande", um dueto com Michael Stipe, e também um dueto com Fall Out Boy, na canção "Rat a Tat".
Em 29 de dezembro de 2012, Courtney fez um show acústico surpresa no Electric Room de Nova York, e, em janeiro de 2013, se apresentou no Star Bar de Park City, Utah, no Festival de Cinema de Sundance.
Em 10 de maio de 2013, foi anunciado que Courtney faria uma turnê solo pelos Estados Unidos. Inicialmente, a turnê divulgaria o novo álbum de Courtney, mas, consequentemente, virou uma apresentação de seus maiores sucessos, porque Courtney decidiu lançar o álbum somente em dezembro de 2013, seguido de uma turnê mundial. Ela afirmou que não pretende cantar nenhum material novo até que seu álbum seja lançado.
Courtney contou para a Billboard que havia gravado dezoito canções para seu novo álbum que, até o momento, tem o título provisório de Died Blonde, e que planeja lançar dois singles, "California" e "Wedding Day". Ela também tem planos de lançar uma autobiografia.
Foi anunciado que Courtney acompanharia Lana Del Rey em sua turnê em 2015.

## Carreira de atriz

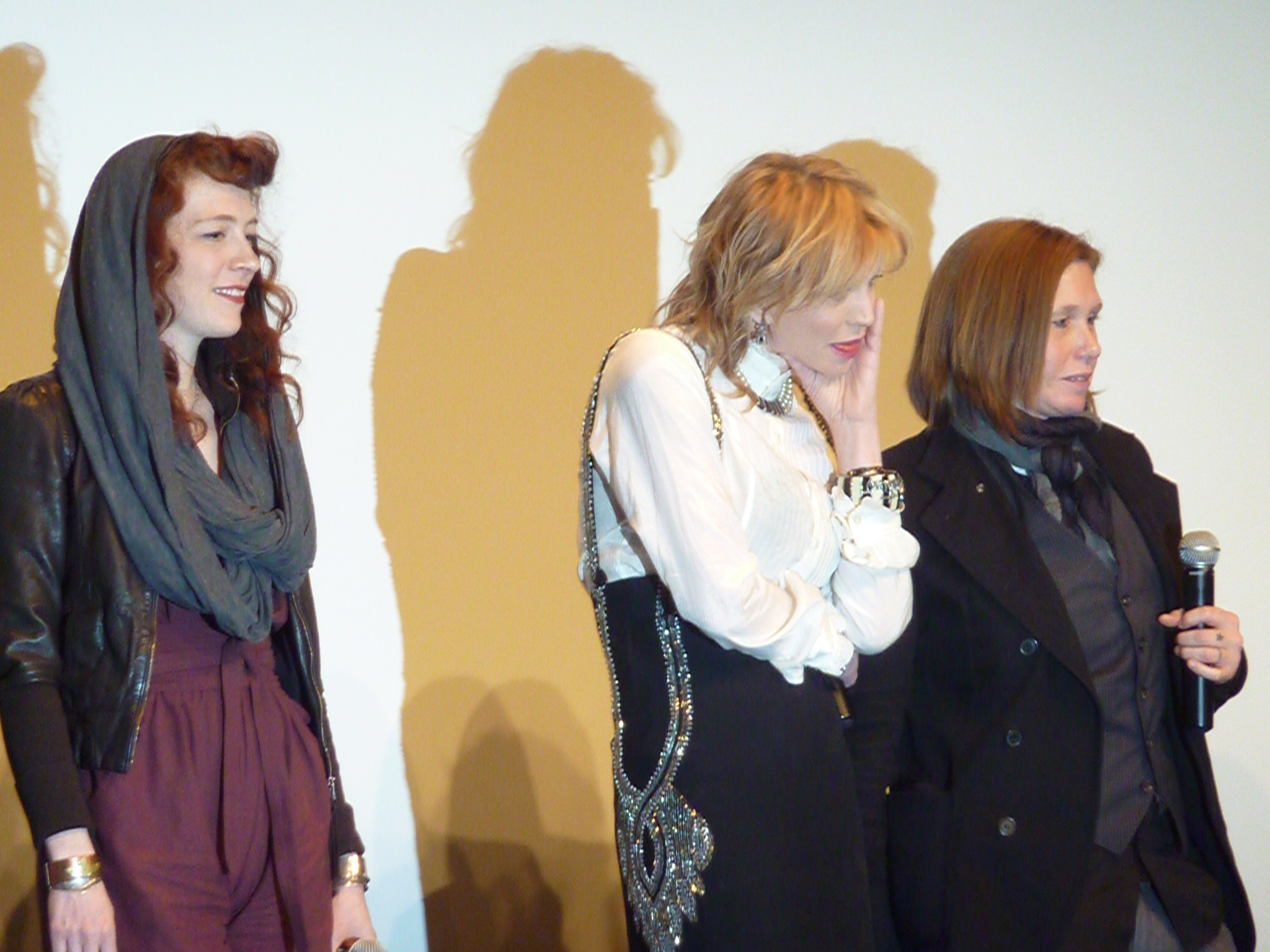
Love (centro) com Melissa Auf der Maur (esquerda) e Patty Schemel (direita) na projeção de Hit So Hard no Museu de Arte Moderna de Nova Iorque, em 2011

Courtney trabalhou com o diretor Alex Cox em seus dois primeiros filmes. Ela ganhou uma pequena participação no filme Sid and Nancy, de 1986, uma biografia de Sid Vicious. Logo depois, atuou em "Direto para o Inferno", em 1987. No mesmo ano, ela apareceu no seriado Andy Warhol's Fifteen Minutes com Robbie Nevil, em um episódio chamado "C'est la Vie".
Quase uma década depois, em 1996, ela fez pequenos papéis em Basquiat e Feeling Minnesota, antes de co-estrelar o filme The People vs. Larry Flynt, interpretando a esposa de Larry Flynt. Com o filme, ela recebeu aclamação da crítica e uma indicação ao Globo de Ouro na categoria de Melhor Atriz. O crítico Roger Ebert disse: "Courtney provou não ser uma estrela do rock fingindo atuar, mas sim uma verdadeira atriz".
Em 1999, atuou ao lado de Jim Carrey no filme Man on the Moon. Em 2001, participou de Julie Johnson, ao lado de Lili Taylor. No ano seguinte, trabalhou no filme Trapped.
Em julho de 2014, Courtney atuou na última temporada de Sons of Anarchy. Em outubro de 2014, ganhou o papel principal em "Kansas City Choir Boy" uma ópera que foi exibida em Here, um centro de artes de Manhattan, em seu festival anual, Prototype, em janeiro de 2015. Em seguida, integrou o elenco da série Empire. Em maio de 2015, Courtney foi escalada em The Long Home, filme dirigido por James Franco, inspirado no livro homônimo.

## Vida pessoal

### Relacionamentos
Durante três meses em 1989, Courtney foi casada com Falling James Moreland, vocalista do The Leaving Trains, e mais tarde disse que Moreland era travesti e que o casamento foi "uma piada", sendo anulado.
Courtney também namorou Billy Corgan, da banda Smashing Pumpkins, no começo de 1991, mas a relação mais conhecida dela foi, sem dúvidas, com Kurt Cobain, do Nirvana. Não há certezas sobre a data em que eles se conheceram. Alguns dizem que os dois se conheceram em janeiro de 1989 em um clube noturno, mas Courtney disse que a primeira vez que estiveram juntos foi em janeiro de 1988, em um show do Dharma Bums. Os dois tornaram-se amigos após serem apresentados por Jennifer Finch, que na época namorava o baterista do Nirvana, Dave Grohl. Love e Cobain começaram a namorar oficialmente em outubro de 1991. Ficaram noivos em novembro daquele ano e casaram-se em 24 de fevereiro de 1992 na praia de Waikiki em Honolulu, Havaí. A única filha do casal, Frances Bean Cobain, nasceu seis meses mais tarde, em 18 de agosto de 1992. Em abril de 1994, Kurt Cobain cometeu suicídio na casa da família em Seattle.
Em 1996, Courtney começou a namorar o ator Edward Norton. Os dois conheceram-se no set de filmagens de The People vs. Larry Flynt, e chegaram a ficar noivos, mas terminaram o relacionamento em 1999. Também namorou o comediante britânico Steve Coogan no início dos anos 2000.
Courtney perdeu a guarda da filha, Frances Bean, em 2003, a retomando em 2005. Em 2009, Frances pediu uma ordem de restrição contra a mãe e decidiu morar com a avó paterna, Wendy Cobain. Desde então, no entanto, retomou a relação com a mãe, com quem mantém proximidade hoje em dia.

### Abuso de drogas
Courtney teve problemas com drogas durante grande parte da sua vida. Ela admitiu ter usado maconha durante a adolescência e ter sido apresentada a drogas mais pesadas aos 16 anos, enquanto vivia em Taiwan, usando heroína após confundir com cocaína. Ela revelou ter usado cocaína pela primeira vez aos 19 anos, com sua amiga Jennifer Finch. Courtney referiu-se ao ocorrido como "uma situação não muito agradável". De acordo com ela, Finch teve uma overdose, e Love, que não sabia dirigir, a colocou no carro e a levou para o hospital. "Eu fiquei com muito medo das drogas depois daquilo", afirmou.
Em 1992, Courtney disse, durante uma entrevista para a Vanity Fair, que havia usado heroína antes de saber que estava grávida.  A revista distorceu suas palavras, gerando um grande mal entendido, que fez com que ela e Kurt Cobain perdessem a guarda de Frances, a recuperando novamente em 1993. Em 1996, parou de usar drogas e levava um estilo de vida saudável, no entanto, em 2004, sofreu uma recaída. Em 9 de julho de 2004, em seu aniversário de 40 anos, Love tentou cometer suicídio em seu apartamento em Manhattan, sendo hospitalizada e ficando em observação por 72 horas. De acordo com a polícia, ela foi considerada "um perigo a si mesma", mas foi considerada mentalmente sã e liberada para uma clínica de reabilitação, dois dias depois. Em 2005 e 2006, após fazer diversas aparições públicas claramente intoxicada, como a infame entrevista com David Letterman, onde se apoiou em sua mesa e mostrou os seios. Tendo sido presa por posse de drogas, violando sua liberdade condicional, Courtney foi sentenciada a seis meses de confinamento em um centro de reabilitação devido ao uso de medicamentos prescritos e cocaína, sendo liberada em 2007 e mantendo-se sóbria desde então.

### Pontos de vista religiosos e políticos
Courtney Love já praticou diversas religiões, incluindo catolicismo, episcopalismo e religiões da nova era, mas afirmou que a crença budista é a que tem sido o caminho mais transcendental para ela. Ela pratica o daimoku, mantra de sua religião, que é o Budismo de Nitiren, desde 1989, mas não era uma praticante fiel no início, tendo enfrentado muitos problemas pessoais com a prática, pois não estava desafiando seu carma negativo como o budismo prega.  Ela revela que só encontrou paz de espírito ao recitar este mantra, e que após entender seu carma, o que levou muitos anos, passou a dedicar-se verdadeiramente, de corpo e alma, ao budismo de nichiren, e conseguiu se libertar completamente da sua dependência química, questões emocionais e materiais.
Praticando daimoku diariamente. Atualmente está participando ativamente de projetos culturais e de caridade budistas, fazendo parte da Soka Gakkai Internacional, conhecida por BSGI, que é uma organização cultural do budismo de Nichiren Daishonin.
Courtney é democrata. Em 2000, ela deu um discurso em uma marcha organizada por mães para defender leis mais rígidas de controle de armas nos Estados Unidos, se referindo às leis do país como "bárbaras" e solicitando o registro e licenciamento rigoroso de armas, com uma meticulosa avaliação dos registros de saúde, legais e psicológicos dos proprietários de armas, mencionando como exemplo a morte de seu marido, dizendo: "minha filha sente falta do pai. Eu sinto falta do meu amigo".
Courtney é conhecida por sua constante defesa dos direitos LGBT e é feminista.

## Discografia

### Álbuns

#### Com o Hole
- Pretty on the Inside (1991)
- Live Through This (1994)
- Celebrity Skin (1998)
- Nobody's Daughter (2010)

#### EPs (com o Hole)
- Ask for It (EP) (1995)
- My Body, the Hand Grenade (1997)
- The First Session (EP) (1997)

#### Solo
- America's Sweetheart (2004)

## Filmografia
| Ano  | Título                                        | Título no Brasil                 | Personagem             | Notas                             |
| ---- | --------------------------------------------- | -------------------------------- | ---------------------- | --------------------------------- |
| 1986 | Sid and Nancy                                 | Sid & Nancy - O Amor Mata        | Gretchen               | filme                             |
| 1987 | Straight To Hell                              | Direto Para o Inferno            | Velma                  | filme                             |
| 1988 | Tapeheads                                     | Tapeheads: Uma Dupla Muito Louca | Spanker de Norman      | filme                             |
| 1992 | The Year Punk Broke                           | ---                              | ---                    | Documentário                      |
| 1996 | Basquiat                                      | ---                              | ---                    | ---                               |
| 1996 | Feeling Minnesota                             | ---                              | Rhonda                 | filme                             |
| 1996 | The People vs. Larry Flynt                    | O Povo Contra Larry Flynt        | Althea Leasure Flynt   | filme                             |
| 1996 | Not Bad for a Girl                            | ---                              | ---                    | documentário, também co-produtora |
| 1997 | Off the Menu: The Last Days of Chasen's       | ---                              | ---                    | documentário                      |
| 1998 | Kurt & Courtney                               | ---                              | ---                    | documentário                      |
| 1998 | Off the Menu: The Last Days of Chasen's       | ---                              | ---                    | documentário                      |
| 1999 | 200 Cigarettes                                | 200 Cigarros                     | Lucy                   | filme                             |
| 1999 | Man on the Moon                               | O Mundo de Andy                  | Lynne Margulies        | filme                             |
| 2000 | Beat                                          | Anos Loucos                      | Joan Vollmer Burroughs | filme                             |
| 2000 | Bounce: Behind the Velvet Rope                | ---                              | ---                    | documentário                      |
| 2001 | Julie Johnson                                 | ---                              | Claire                 | filme                             |
| 2001 | Last Party 2000                               | ---                              | ---                    | documentário                      |
| 2002 | Trapped                                       | Encurralada                      | Cheryl                 | filme                             |
| 2003 | Mayor of the Sunset Strip                     | Encurralada                      | ---                    | documentário                      |
| 2004 | (This Is Known As) The Blues Scale            | ---                              | ---                    | documentário                      |
| 2005 | Trailer for a Remake of Gore Vidal's Caligula | ---                              | ---                    | documentário                      |
| 2006 | The Return of Courtney Love                   | ---                              | ---                    | documentário                      |
| 2014 | Sons of Anarchy                               | Filhos da Anarquia               | Sr.ª Harrison          | série de televisão (7ª temporada) |
| 2015 | Empire                                        | ---                              | Elle Dallas            | ---                               |
| 2015 | Revenge                                       | ---                              | Ouro Branco            | ---                               |

## Prêmios como atriz
| Ano  | Prêmio                                  | Categoria                                               | Filme                     |
| ---- | --------------------------------------- | ------------------------------------------------------- | ------------------------- |
| 1996 | New York Film Critics Circle Awards     | Melhor Atriz Coadjuvante                                | O Povo Contra Larry Flynt |
| 1996 | Boston Society of Film Critics Awards   | Melhor Atriz Coadjuvante                                | O Povo Contra Larry Flynt |
| 1997 | Golden Satellite Awards                 | Melhor Performance de uma Atriz Coadjuvante em um filme | O Povo Contra Larry Flynt |
| 1997 | Chicago Film Critics Association Awards | Atriz mais Promissora                                   | O Povo Contra Larry Flynt |
| 1997 | Florida Film Critics Circle Awards      | Melhor Atriz Coadjuvante                                | O Povo Contra Larry Flynt |
| 2001 | L.A. Outfest: Grand Jury Award          | Melhor Atriz                                            | Julie Johnson             |

## Participação em trilhas sonoras
- Garota Infernal (2009) (música: "Violet")
- Pânico na escola (2011) (música: "Violet")
- Adam & Steve (2005) (música: "Love, Love, Love")
- The Simple Life (2004) (música: "I'll Do Anything")
- Promedio rojo (2004) (música: "Rock Star")
- O Corvo 3: A Salvação (2000) (música: "It's All Over Now Baby Blue, cover de Bob Dylan")
- Um Domingo Qualquer (1999) (música:  "Be A Man")
- American Pie (1999) (música: "Celebrity Skin")
- Nunca fui Beijada (1998) (música: "Heaven Tonight")
- Nowhere (1997) (música: "Dicknail")
- Beleza Roubada (1996) (música: "Rock Star/Olympia")
- O Corvo: Cidade dos Anjos (1996) (música: "Gold Dust Woman, cover do Fleetwood Mac")
- Tank Girl (1996) (música: "Drown Soda")